# 本特·诺雷柳斯
本特·鲁道夫·诺雷柳斯（瑞典語：Benkt Rudolf Norelius，1886年4月26日—1974年11月30日），瑞典男子体操运动员。他曾获得1912年夏季奥运会体操比赛男子团体瑞典式金牌。他于1974年在林雪平去世，享年88岁。